# Jean-François Garreaud
 (mars 2025).
Si vous disposez d'ouvrages ou d'articles de référence ou si vous connaissez des sites web de qualité traitant du thème abordé ici, merci de compléter l'article en donnant les références utiles à sa vérifiabilité et en les liant à la section « Notes et références ».
Pour les articles homonymes, voir Garreaud.
Jean-François Garreaud est un acteur français, né le 1er avril 1946 à Montmorency en Val-d'Oise et mort le 9 juillet 2020 à Saint-Jory-de-Chalais en Dordogne.

## Biographie
Né d'un père périgourdin et d'une mère ardennaise, Jean-François Garreaud devient apprenti carreleur à quatorze ans et demi, puis occupe en 1968 un poste intérimaire de comptable dans un restaurant, lorsqu'il est pris de passion pour le métier de comédien.
Parmi ses rôles les plus connus, on note celui du séducteur Jean Dabin dans Violette Nozière de Claude Chabrol (1978). En 1982, il apparaît aux côtés d'Alain Delon dans Le Battant.
En 1983, la télévision fait appel à lui pour incarner le rôle-titre de la série télévisée historique Fabien de la Drôme.
Il travaille à nouveau avec Claude Chabrol en 1992 pour Betty et apparaît dans Le Fusil de bois avec Samuel Le Bihan.
De 1999 à 2006, il est le commandant Michel Lemarchand dans la série La Crim', aux côtés de Didier Cauchy, Dominique Guillo et Isabel Otero.
Il prête également sa voix, en 2001, à Marlon Brando incarnant le colonel Kurtz dans Apocalypse Now, le film ayant été redoublé pour la version Redux.
Il incarne le rôle du diabolique Léonard Vassago dans la série Plus belle la vie durant une bonne partie de l'année 2007 dans la troisième saison et joue également dans la série à succès Sous le soleil, dans le rôle de Claude Lacroix, lors des deux premières saisons.
Au théâtre, il joue L'intrus ou L'histoire de deux mecs d'Alain Reynaud-Fourton au théâtre Le Temple, aux côtés de Frank Lebœuf du 23 mars au 30 avril 2010. Il participe d'ailleurs à l'émission Attention à la marche sur TF1 avec Frank Lebœuf le 17 avril 2010.
Il décède le 9 juillet 2020. Il est inhumé au cimetière de Montmorency le samedi 18 juillet 2020.

### Vie privée
Jean-François Garreaud a été marié en 1963 et à eu 2 filles Valérie et Fabienne, il a été le compagnon d'Yvane Daoudi avec qui il a eu 1 fille, compagnon de Virginie Ogouz avec qui il a eu deux enfants. Il a été le compagnon de l'écrivaine Valérie Clo. Il a eu cinq enfants, Valérie (décédée accidentellement en 1983), Fabienne, Justine, Julien et Lucas.[réf. souhaitée].

## Filmographie

### Cinéma

#### Longs métrages
- 1974 : Le Pied ! de Pierre Unia ;
- 1976 : Per amore de Mino Giarda : Jean
- 1978 : Va voir maman, papa travaille de François Leterrier
- 1978 : Violette Nozière de Claude Chabrol : Jean Dabin
- 1978 : Une histoire simple de Claude Sautet : Christian
- 1978 : La Isla de las cabezas de Nicola Lazemberg : Pierre
- 1979 : I… comme Icare d'Henri Verneuil : Vernon Calbert
- 1979 : Mais ou et donc Ornicar de Bertrand Van Effenterre : Jérôme, le médecin
- 1980 : Brigade mondaine : Vaudou aux Caraïbes de Philippe Monnier : Bertil
- 1981 : Les Filles de Grenoble de Joël Le Moigné : inspecteur Imbert
- 1981 : Si ma gueule vous plaît de Michel Caputo : l'homme traqué
- 1982 : Guy de Maupassant de Michel Drach : l'homme de la plage
- 1983 : Le Battant d'Alain Delon : Pradier
- 1983 : Si elle dit oui... je ne dis pas non de Claude Vital : Thierry
- 1983 : Baby Cat de Pierre Unia : Peter Romeux
- 1985 : Blessure de Michel Gérard : le big boss
- 1985 : Le Voyage à Paimpol de John Berry : Jean-François
- 1987 : Le Test d'Ann Zacharias : Richard
- 1992 : Betty de Claude Chabrol : Mario
- 1994 : Le Fusil de bois de Pierre Delerive : Morin
- 1999 : Une journée de merde de Miguel Courtois : René, le père de Sabine
- 2002 : Au loin... l'horizon d'Olivier Vidal :
- 2007 : Contre-enquête de Franck Mancuso : Salinas
- 2008 : Skate or Die de Miguel Courtois : Robert
- 2011 : Ne soumets pas à la tentation de Cheyenne Carron : Tristan / le mari
- 2013 : Je m'appelle Hmmm...  d'Agnès B. : le délateur
- 2018 : La Fête des mères de Marie-Castille Mention-Schaar
- 2020 : Le Calendrier de Patrick Ridremont : père d'Eva

#### Courts métrages
- 1984 : Claustro de Philippe Setbon : Joël
- 1985 : La Nuit de Santa-Claus de Vincent de Brus : Gabriel
- 1987 : Inutile de crier d'André Cortines Clavero : l'ami de Pierlot
- 1991 : Rossignol de mes amours de Christian Merret-Palmair
- 1995 : Bons baisers de Suzanne de Christian Merret-Palmair
- 1996 : Omaha Beach de Fabrice Castanier
- 1999 : Santa de Pierre Leccia
- 2000 : Point mort de Dominique Guillo
- 2000 : Tea Time de Philippe Larue : Léo
- 2001 : Le Puits de Gabriel Le Bomin : le commandant
- 2004 : Liquide de Pierre Van Maël
- 2007 : L'Enfant borne de Pascal Mieszala : l'homme
- 2010 : Police matinale de Pierre-Antoine Coutant : Tony
- 2015 : Les Comptes d'Émile et une nuit de Philippe Bonnard
- 2020 : Le Calendrier, de Patrick Ridremont

### Télévision

#### Téléfilms et mini-séries
- 1973 : La Substitution d'Armand Ridel : Terence
- 1974 : Le Bon samaritain de René Gainville : le garçon
- 1975 : La Dame de l'aube d'Aldo Altit : un garçon
- 1976 : La Pêche miraculeuse de Pierre Matteuzzi : Paul de Villars
- 1979 : La Ville, la nuit de Régis Forissier : Paul, le taxi
- 1979 : L'Éclaircie de Jacques Trébouta : Eric Legoff
- 1979 : Messieurs les Jurés : L'Affaire Coublanc de Dominique Giuliani : L'avocat général
- 1980 : L'Aéropostale, courrier du ciel de Gilles Grangier : Jules Pranville
- 1980 : Le Carton rouge d'Alain Quercy : Grota
- 1981 : Quatre femmes, quatre vies de Jacques Trébouta, épisode Être heureux sans le bonheur : Baptiste
- 1985 : Un aventurier nommé Godin de Paul-Louis Martin : Jean-Baptiste Godin
- 1985 : Le Seul Témoin de Jean-Pierre Desagnat ; Rémy
- 1985 : Vincente de Bernard Toublanc-Michel : Chabert
- 1986 : Bajazet de Pierre Cavassilas : Bajazet
- 1986 : Bing de Nino Monti : Bing
- 1988 : L'Affaire Saint-Romans de Michel Wyn ; Germain Saint-Romans
- 1988 : Les Nouveaux Chevaliers du ciel de Patrick Jamain ; Le Mystère de l'ASLP
- 1989 : La Comtesse de Charny de Marion Sarraut : Joseph Balsamo, baron Zanone
- 1990 : Les Cavaliers aux yeux verts de Michel Wyn : Elie Rouch
- 1991 : L'Héritière de Jean Sagols : Raynald
- 1993 : Une partie en trop de Pierre Matteuzzi : Pavel
- 1994 : La Colline aux mille enfants de Jean-Louis Lorenzi : Robert Vitrac
- 1994 : Le Cri coupé de Miguel Courtois : Claude
- 1994 : Chasseur de loups de Didier Albert : Warin
- 1995 : Regards d'enfance : Les Faux-frères de Miguel Courtois : Serge
- 1995 : Meurtres par procuration de Claude-Michel Rome : Cyril Mandel
- 1996 : Barrage sur l'Orénoque de Juan Luis Buñuel ; Moperand
- 1996 : Les Allumettes suédoises de Jacques Ertaud ; André Privat
- 1996 : Paroles d'enfant de Miguel Courtois ; Simon Gaspart
- 1997 : Le Corps d'un homme de Claude-Michel Rome : Sébastien
- 1997 : Langevin : le secret de Patrick Jamain : Gilles Langevin
- 1997 : Une femme d'action de Didier Albert : Eric
- 1998 : L'Assassin pleurait de Serge Friedman :
- 1998 : Drôle de père de Charlotte Brändström : Richard Travisse
- 1998 : La Spirale de Miguel Courtois : Perrin
- 1999 : Erreur médicale de Laurent Carcélès : professeur Dutertre
- 1999 : Le Porteur de destins de Denis Malleval : Henri Chèze
- 2000 : La Bicyclette bleue de Thierry Binisti : commissaire Poinsot
- 2002 : Fabio Montale de José Pinheiro, épisode Total Kheops : Pierre Ugolini, 'Ugo'
- 2002 : La Victoire des vaincus de Nicolas Picard :
- 2002 : Perlasca : Un eroe italiano d'Alberto Negrin ; le professeur
- 2006 : Jeanne Poisson, marquise de Pompadour de Robin Davis : Maurepas
- 2006 : Premier suspect de Christian Bonnet : Hadrien Archambault
- 2006 : L'Affaire Villemin de Raoul Peck : le ministre
- 2007 : La Lance de la destinée de Dennis Berry : Henri Mandel
- 2008 : Drôle de Noël ! de Nicolas Picard : Clodius
- 2009 : Blanche Maupas de Patrick Jamain ; le maire
- 2009 : L'internat de Christophe Douchand :
- 2010 : Malevil de Denis Malleval : Arbaud de Tréguy
- 2012 : Jeu de dames de François Guérin : commissaire divisionnaire
- 2015 : Les Années perdues de Nicolas Picard-Dreyfuss : André Jaeger

#### Séries télévisées
- 1970 : Au théâtre ce soir, épisode Le Bourgeois gentilhomme réalisé par Pierre Sabbagh : le maître tailleur
- 1971 : Mon seul amour de Robert Guez : Alain
- 1974 : Mort au jury, épisode 1 de Jean Maley : l'interne
- 1979 : Messieurs les jurés, épisode L'Affaire Coublanc de Dominique Giuliani : l'avocat général
- 1981 : Histoires extraordinaires, épisode Le Système du docteur Goudron et du professeur Plume de Claude Chabrol : Lucien
- 1981 : Cinéma 16, épisode La Jeune fille du premier rang de Claude Chabrol : Julien, le professeur
- 1982 : L'Esprit de famille de Roland Bernard : docteur Antoine Delaunay
- 1983 : Fabien de la Drôme de Michel Wyn : Fabien
- 1984 : Messieurs les jurés, épisode L'Affaire Rossy d'Alain Franck : l'avocat général
- 1985 : Néo Polar, épisode Salut ma puce de Patrick Jamain : Carton
- 1985-1987 : Julien Fontanes, magistrat, épisodes Rien que la vérité et Le Couteau sous la gorge d'André Farwagi : commissaire Pellerin
- 1986 : Azizah, la fille du fleuve de Patrick Jamain
- 1986 : La Guerre des femmes de Pierre Bureau : Canolles
- 1987 : Les Enquêtes caméléon, épisode Un panier de crabes de Philippe Monnier : Dupraz
- 1988 : Les Cinq Dernières Minutes, épisode Crime blanc bleu de Louis Grospierre : Peter
- 1988 : Les Nouveaux chevaliers du ciel, épisode Le Mystère de l'ASLP de Patrick Jamain et Jean-Jacques Lagrange : Deschaumes
- 1989 : Les Cinq Dernières Minutes, épisode Les Chérubins ne sont pas des anges de Jean-Pierre Desagnat : Jérôme
- 1990 : L'Or et le papier de Jean Beaudin et Nino Monti : Vincent Chardigny
- 1990 : Constance et Vicky de Jacques Cluzaud et Jean-Pierre Prévost : Dumont
- 1990 :  Deux hommes à la mer  de Pierre Frachet et Emmanuel Fonlladosa
- 1992 : V comme vengeance, épisode La Ville dans la forêt de Guy Jorré : Martin
- 1994 : Placé en garde à vue, épisode Passion aveugle de Marco Pauly : Sylvain Janson
- 1995 : Histoires d'amour, épisode Tendrement vôtre : Romain
- 1995 : François Kléber, épisode Dans la gueule du loup de Patrick Jamain : Conti
- 1995 : Regards d'enfance, épisode Les Faux-frères de Miguel Courtois : Serge
- 1995 : Les Bœuf-carottes, épisode Les Enfants d'abord de Denis Amar : Patrice Auclair
- 1996 : Mésaventures, épisode Noces de coton d'Alain Dhénaut : Jacques
- 1996-1998 : Sous le soleil, 24 épisodes : Claude Lacroix
- 1998 : Quai n° 1, épisode Meurtre entre les lignes de Patrick Jamain : Henri Dewilder
- 1999-2002 : Brigade spéciale, 4 épisodes réalisés par Charlotte Brändström et Pascale Dallet : Martial
- 1999-2006 : La Crim', 78 épisodes : commandant Michel Lemarchand
- 2000 : Navarro, épisode Suicide de flic de Patrick Jamain : Julian
- 2001 : Quai n° 1, épisode Aiguillages de Patrick Jamain : Windecker
- 2002 : Femmes de loi, épisode Secret défense de Denis Amar : Philippe de Saint Priest
- 2005 : Mission protection rapprochée, épisode Pour solde de tout compte de Gérard Marx :
- 2007 : Plus belle la vie, saison 3, 69 épisodes : Léonard Vassago
- 2008 : Avocats et Associés, épisode Pas le Pérou de Bruno Garcia : Alain Gobillon
- 2008 : Duval et Moretti, épisode L'Équipée mortelle de Bruno Garcia : Noah
- 2008 : SOS 18 créée par Alain Krief : Richmond
- 2009 : Les Petits Meurtres d'Agatha Christie, épisode Les Meurtres ABC d'Éric Woreth : docteur Granet
- 2009 : Nicolas Le Floch, épisode Le Fantôme de la rue Royale de Nicolas Picard-Dreyfuss : Charles Galaine
- 2010 : Profilage, saison 2, épisode 9 L'Âge sombre de Pascal Lahmani : Taillandier
- 2011 : Commissaire Magellan, épisode Un instant d'égarement d'Étienne Dhaene : maître Lamarre
- 2012 : Section de recherches, épisode Rien ne va plus de Gérard Marx : Charles Baudry
- 2013 : La Croisière, épisode Vive la mariée de Pascal Lahmani : Régis Prudhomme
- 2013 : Candice Renoir, épisode Tel est pris qui croyait prendre de Nicolas Picard-Dreyfuss : le patron de l'hôtel
- 2015 : Mongeville, épisode Un silence de mort de Bruno Garcia : Pierre Marsac
- 2015-2018 : Nina créée par Thalia Rebinsky et Alain Robillard : Antoine Auber
- 2016 : Une famille formidable, épisode La Grande Marche, 1re partie de Miguel Courtois : Martial

## Théâtre (sélection)
- 1993 : L'Avare de Molière, mise en scène Jean-Luc Moreau, théâtre des Bouffes-Parisiens
- 1995 : Nouvelles et contes II d'Ivane Daoudi, lecture Festival d'Avignon
- 1996 : Le Menton du chat de Vera Feyder, mise en scène Françoise Seigner, Théâtre Mouffetard
- 2010 : L'Intrus d'Alain Reynaud-Fourton, mise en scène Nicolas Norest, Le Temple
- 2012 : La Dame au petit chien de Claude Merle d'après Anton Tchekhov, Festival d'Avignon

## Doublage
- 1979 : Apocalypse Now : colonel Walter E. Kurtz (Marlon Brando) (doublage de la version Redux de 2001)
- 2014 : Planes 2 : Mayday (Hal Holbrook) (voix)